# ماورو زانتي
ماورو زانتي (بالإيطالية: Mauro Zanetti)‏ هو دراج إيطالي، ولد في 5 أبريل 1973 في Iseo, Lombardy ‏ في إيطاليا.

## وصلات خارجية
- ماورو زانتي على موقع أرشيف الدراجات (الإنجليزية)
- ماورو زانتي على موقع إحصائيات الدراجات الإحترافية (الإنجليزية)
- ماورو زانتي على موقع CycleBase (الإنجليزية)